# Alison Maisch
Alison Maisch es una deportista estadounidense que compitió en saltos de trampolín y plataforma. Ganó dos medallas de plata en los Juegos Panamericanos de 1991.

## Palmarés internacional
| Juegos Panamericanos | Juegos Panamericanos | Juegos Panamericanos | Juegos Panamericanos |
| Año                  | Lugar                | Medalla              | Prueba               |
| -------------------- | -------------------- | -------------------- | -------------------- |
| 1991                 | La Habana (Cuba)     | Medalla de plata     | Trampolín 1 m        |
| 1991                 | La Habana (Cuba)     | Medalla de plata     | Plataforma 10 m      |